# 轮叶木姜子
轮叶木姜子（学名：Litsea verticillata），为樟科木姜子属下的一个植物种。